# ピンクパンサー (パチスロ)
ピンクパンサーとは、1995年に山佐が発売したパチスロ機。

## 概要
絵柄にピンク・パンサーのキャラクターが使われている他、音楽も使われている。パチスロのタイアップ機第1号である。
リーチ目でボーナスを察知するオーソドックスな純Aタイプ。リーチ目は山佐得意の山佐パターンで構成されている。
リーチ目は
- ボーナス絵柄が中段と斜めの一直線並び、小V・逆小Vはどのような組み合わせでもリーチ目。
- 上段・下段一直線並び、L型・逆L型、谷型・逆谷型は中リールがビッグ絵柄ならリーチ目。
- 中リールがBARの場合でも中リール中段がリプレイならリーチ目。
- 『ニューパルサー』のようにチェリー付き左右リールでボーナス絵柄がテンパイしたらその時点でリーチ目。
- 『ダイバーズXX』のように左リールにボーナス絵柄が止まらないリーチ目も存在する。

基本的に組み合わせが関係なくてもリーチ目となるところが特徴。このリーチ目の法則は『ワイワイパルサー2』へと継承された。
後に『ピンクパンサー3』が発売された。

## ボーナス確率・機械割
| 設定 | BIG      | REG      | 機械割 |
| ---- | -------- | -------- | ------ |
| 1    | 1/287.44 | 1/630.15 | 94.2%  |
| 2    | 1/268.59 | 1/606.82 | 97.0%  |
| 3    | 1/256    | 1/564.97 | 99.2%  |
| 4    | 1/244.54 | 1/528.52 | 101.4% |
| 5    | 1/240.94 | 1/442.81 | 103.7% |
| 6    | 1/240.94 | 1/364.09 | 106.6% |

※機械割はメーカー発表のもの